# 田子坊
田子坊（でんしぼう、簡体字中国語: 田子坊、拼音: tián zǐ fāng）は、中華人民共和国上海市黄浦区のアートスポット・ショッピング・グルメエリア。南は泰康路、北は建国西路、東は思南路、西は瑞金二路に囲まれた地域で、泰康路(zh:泰康路 (上海))（泰康路芸術街）ともいう。上海市民は泰康路と呼ぶことの方が多い。日本のガイドブックや報道ではたごぼうと呼んでいることもある。

## 概要
狭く迷路のような路地に様々なアートショップや外国料理店、ブティックや小物店などが密集している。外国人観光客も多く、レストランは中国料理以外の各国料理店も多い。店のオーナーも外国人が多く、日本人が経営する店も存在する。
現在は豫園や新天地に次ぐ上海の観光ショッピングエリアとなっているが、大資本が街を完全に改造した新天地と異なり、田子坊は住宅だった場所に自然発生的に店が増えて現在の姿になっているのが最大の相違点である。元々は画家・彫刻家の陳逸飛が1999年にアトリエを開いたのがショッピングエリアとしての田子坊の始まりとされる。それを機に他の芸術家も当地にアトリエを次々と開き、それらを訪れる人々目当てに店舗・レストラン・バーなどが増えていった。未開発の路地（里弄）がそのままショッピングエリアとなったために、迷路のように店舗群が入り組み、探検気分の味わえるエリアでもある。また、エリアは今でも拡大しつつある。
現在でも店舗に隣接して住宅が混在し、泰康路に面して古いスタイルの市場が残るなど、一般市民の生活が垣間見える地域でもある。ただ、泰康路の南側は地下鉄9号線の開通に伴う再開発により「日月光中心広場」という巨大な台湾系のショッピングセンターが2010年9月に開業し、周囲の雰囲気は変わりつつある。

## アクセス
上海地下鉄9号線の打浦橋駅から北へ徒歩約5分。日月光中心広場の北側。打浦橋駅１号出口を出ると目の前が泰康路である。タクシーで向かう場合「泰康路」の方が通じやすい。
座標: 北緯31度12分29秒 東経121度28分10秒 / 北緯31.20806度 東経121.46944度